# Étude Trinity
L'étude Trinity désigne de manière informelle un article marquant publié en 1998 par trois professeurs de finance de l’Université Trinity. En finance, en placement et en planification de la retraite, cette étude fait partie des travaux les plus influents visant à déterminer les « taux de retrait sécuritaires » pour des portefeuilles de retraite composés d’actions, dont la valeur évolue de façon irrégulière au fil du temps.
Dans l’étude originale, la réussite d’un portefeuille de retraite était principalement évaluée selon sa capacité à soutenir les retraits pendant toute la période de décaissement prévue — autrement dit, à éviter que l’investisseur ne manque de fonds avant son décès. La préservation du capital n’était pas une priorité explicite, mais la valeur finale du portefeuille (ou « valeur terminale ») était tout de même analysée, notamment pour les investisseurs souhaitant laisser un héritage.

## Étude et conclusions
La « règle des 4 % » correspond à l’un des scénarios étudiés par les auteurs. Elle s’inscrit dans le contexte de retraits annuels effectués à partir d’un portefeuille de retraite constitué d’un mélange d’actions et d’obligations. Le principe est de retirer 4 % de la valeur du portefeuille lors de la première année, puis d’ajuster ce montant chaque année en fonction de l’indice des prix à la consommation (IPC), afin de préserver le pouvoir d’achat. Ce régime de retraits implique que les montants retirés peuvent dépasser les revenus générés par le portefeuille, ce qui entraîne une possible diminution de la valeur totale de celui-ci, notamment lors des périodes de faibles rendements boursiers. Il est supposé que le portefeuille doit durer trente ans. Le plan est considéré comme un échec si les fonds sont épuisés avant la fin de cette période, et comme une réussite s’il reste des actifs non dépensés à l’issue des trente années.
Les auteurs ont effectué un test rétrospectif de plusieurs combinaisons d’allocations actions/obligations et de taux de retrait, en les confrontant à des données historiques de marché compilées par Ibbotson Associates couvrant la période de 1925 à 1995. Ils ont analysé des périodes de décaissement allant de 15 à 30 ans, en tenant compte à la fois de retraits constants et de retraits indexés sur l’inflation. Concernant les retraits constants, ils ont affirmé : « Si l’histoire peut servir de guide pour l’avenir, alors des taux de retrait de 3 % ou 4 % sont extrêmement peu susceptibles d’épuiser un portefeuille composé d’actions et d’obligations au cours de l’une quelconque des périodes de décaissement présentées dans le tableau 1. Dans ces cas, la réussite du portefeuille semble presque assurée ». Quant aux retraits ajustés à l’inflation, ils ont déclaré : « Des taux de retrait de 3 % à 4 % continuent de générer des taux de réussite élevés pour les portefeuilles à forte composante en actions ».
Les auteurs apportent cette précision :

« Le terme « planification » est important en raison des grandes incertitudes qui pèsent sur les marchés boursiers et obligataires. Des ajustements à mi-parcours seront probablement nécessaires, les montants effectivement retirés étant ajustés à la baisse ou à la hausse par rapport au plan. L'investisseur doit garder à l'esprit que le choix d'un taux de retrait n'est pas une question de contrat, mais plutôt de planification. »

Des travaux ont été menés afin d’analyser l’impact des niveaux de valorisation des actifs sur les taux de retrait sécuritaires, dans le but d’actualiser la règle des 4 % ainsi que les conclusions de l’étude Trinity, en particulier pour des horizons de retraite plus longs,.

## Autres études, impact et critiques
D’autres chercheurs ont réalisé des études similaires, basées sur des tests rétrospectifs ou des simulations de données de marché, explorant divers systèmes et stratégies de retrait. L’étude Trinity et les travaux du même type ont cependant été vigoureusement critiqués, non pas en raison de leurs données ou de leurs résultats, mais en raison de ce qui est perçu comme une stratégie de décaissement économiquement inefficace. Scott et al. (2008) résument cette critique ainsi : « Cette règle, et ses variantes, visent à financer un plan de dépenses constant et non volatil en s’appuyant sur une stratégie d’investissement risquée et volatile. En conséquence, les retraités accumulent des surplus inutilisés lorsque les marchés surperforment, mais font face à des retraits insuffisants lorsque les marchés sous-performent ».
De son côté, Laurence Kotlikoff, partisan de la théorie de la « consommation lissée » dans la planification de la retraite, est encore plus sévère : « La règle des 4 % n’a aucun fondement économique… La théorie économique stipule que vous devez ajuster vos dépenses en fonction du portefeuille d’actifs que vous détenez. Si vous investissez de manière agressive, vous devez dépenser avec prudence. Remarquez que la règle des 4 % n’a aucun lien non plus avec une autre règle fréquemment citée — viser 85 % de votre revenu de préretraite. Tout cela a été inventé sans fondement ».
L’étude Trinity originale s’appuyait sur des données allant jusqu’en 1995. Une mise à jour utilisant des données jusqu’en 2009 a été publiée par Pfau (2010), suivie peu après d’une mise à jour officielle par les auteurs eux-mêmes, intégrant également les données jusqu’en 2009.
Par ailleurs, ces études se concentrent généralement sur une seule incertitude : celle liée aux rendements futurs des placements. Or, une autre source d’incertitude, souvent sous-estimée, concerne le niveau réel de dépenses requis pour maintenir un certain niveau de vie, notamment en cas d’imprévus. Par exemple, une urgence — comme des réparations majeures non couvertes par une assurance, à la suite d’un dégât d’eau ou d’un séisme — peut nécessiter un retrait ponctuel important, comparable à une perte subie lors d’un krach boursier. Ces risques imprévus, en plus de la volatilité des rendements, ont été analysés par Pye (2010), qui conclut que dans un tel contexte, un taux de retrait initialement viable de 4 % pourrait raisonnablement devoir être abaissé à environ 3 %.
Enfin, cette analyse se distingue également par l’utilisation de la "Retrenchment Rule", développée par Pye (2010, 2012). Cette règle prévoit un retrait de base indexé sur l’inflation — comme dans les études précédentes —, mais introduit une logique d’ajustement dynamique. Plus précisément, le retrait initial est lié au niveau de vie antérieur du retraité, pas uniquement à la soutenabilité financière du retrait. Le montant des retraits est réduit lorsqu’un test révèle un risque excessif d’épuisement des fonds, au regard du niveau de retrait courant et de l’actif restant.